# Otakar Březina
Otakar Březina (19. dubna 1865 Pátek nad Ohří – 20. července 1942 Humpolec) byl český autor odborné literatury z oboru zemědělství, ředitel rolnicko-lnářské školy v Humpolci (v letech 1911 – 1934) a vášnivý entomolog. Je po něm pojmenována naučná stezka Březina u Humpolce.

## Biografie
Narodil se 19. dubna 1865 v Pátku nad Ohří v rodině řídícího učitele Jana Březiny a jeho ženy Marie rozené Josífkové. Jeho starší bratr byl akademický malíř Václav Březina a mladší sestra Marie Březinová (provdaná Halmová). V roce 1878 se stal žákem první třídy Akademického gymnázia v Praze. Studium ukončil předčasně, neboť jako sextán se netajil svými názory, které se neshodovaly s tehdejším politickým zaměřením školy. Další tři roky pobyl v hospodářské praxi na hospodářství v Děpoltovicích u Karlových Varů, kde dělal správce jeho strýc Karel Březina (ten později v Lázních Bělohrad postavil hotel Zátiší a budovu zvanou symbolicky Březohrádek). Tato práce ho natolik zaujala, že se přihlásil ke studiu Vyššího hospodářského ústavu zemského v Táboře. Po úspěšném absolutoriu ve školním roce 1885/86 se vrátil na 8 a půl měsíce zpět do Děpoltovic. Dne 1. června 1887 přešel do Prahy, kde nastoupil na místo úředníka opatské kanceláře na Strahově. Zde poznal tamějšího premonstrátského zahradníka Aloise Halmu, jehož dcera Žofie se 25. dubna 1892 stala jeho manželkou. V květnu 1891 byl jmenován prozatímním a po pěti měsících pak definitivním správcem strahovského velkostatku ve Velké Chyšce u Pacova. Jednalo se o poměrně rozsáhlý statek s celkovou výměrou přes 1000 hektaru (3 dvory, 3 lesní revíry a lihovar) v hornaté oblasti. Pracoval zde do konce roku 1898, kdy byl ustanoven správcem velkostatku ve svém rodišti v Pátku nad Ohří. V tomto případě šlo o statek o něco menší (necelých 900 ha, 4 dvory a pivovar) ve značně odlišných přírodních i klimatických podmínkách. Práce se mu dařila a na veřejnost tak pronikají jeho šlechtitelské úspěchy jako „mnohozrnné žito táborské" a „staročeský ječmen horský". Uznání sklidil i v oblasti chovu vepřového bravu. Intenzívně se věnoval i přednáškám. Kolem roku 1905 došlo ke změně v ústředním řízení klášterních dvorů. Opakované konflikty s novým vedením a zhoršení zdravotního stavu ho vedly k podání žádosti o penzionování ze zdravotních důvodů. V roce 1907 se z Pátku nad Ohří přestěhoval do malého, nájemního bytu v kasárnách 13. dragounského pluku prince Eugena Savojského v Lounech. Rozhodl se pokračovat ve svých přednáškách širší veřejnosti. V únoru 1908 složil zkoušku učitelské způsobilosti pro nižší hospodářské školy a započal učit na zimní hospodářské škole v Berouně. Po krátkém čase, ještě v témže roce byl ustanoven učitelem na rolnicko-lnářské škole v Humpolci. Po jeho nástupu 23. září 1911 nahradil stávajícího ředitele Josefa Slabého, který onemocněl a odešel do důchodu. Ve funkci ředitele školy zůstal 23 let. Do důchodu odešel v roce 1934, ve věku 69 let. Jeho syn Jan byl 7. června 1941 zatčen gestapem. Necelé dva týdny po zatčení syna Jana zemřel na srdeční slabost jeho další syn Antonín († 19. června 1941). Jan byl později deportován do koncentračního tábora v Osvětimi, kde byl popraven. Na Hod Boží roku 1941 přišla z Osvětimi zpráva Auschwitz. Ehemann verstorben. Kommandant. Otakar Březina zemřel 20. července 1942 v Humpolci.

## Rodinné poměry
Krom svého profesního života byl otcem šesti dětí, které mu porodila jeho první žena Žofie rozená Halmová. Takřka všechny jeho děti se věnovaly pedagogické činnosti:
1. Václav Březina (1893 – 1980), řídící učitel
2. Antonín Březina (1895 – 1941), ředitel hájenské školy
3. Jan Březina (1897 – 1941), profesor hospodářské školy
4. Otakar Březina ml. (1901 – 1965), řídící učitel
5. Alois Březina (1903 – 1965), administrativní úředník
6. Marie Březinová (1907 – 1983), učitelka

V Humpolci 11. července 1931 ve svých 61 letech zemřela jeho první manželka Žofie. Nedlouho poté se oženil s Terezií rozenou Polesnou, která bývala v humpolecké škole kuchařkou. Toto manželství vydrželo až do jeho smrti.

## Pracovní a zájmová činnost ředitele Březiny

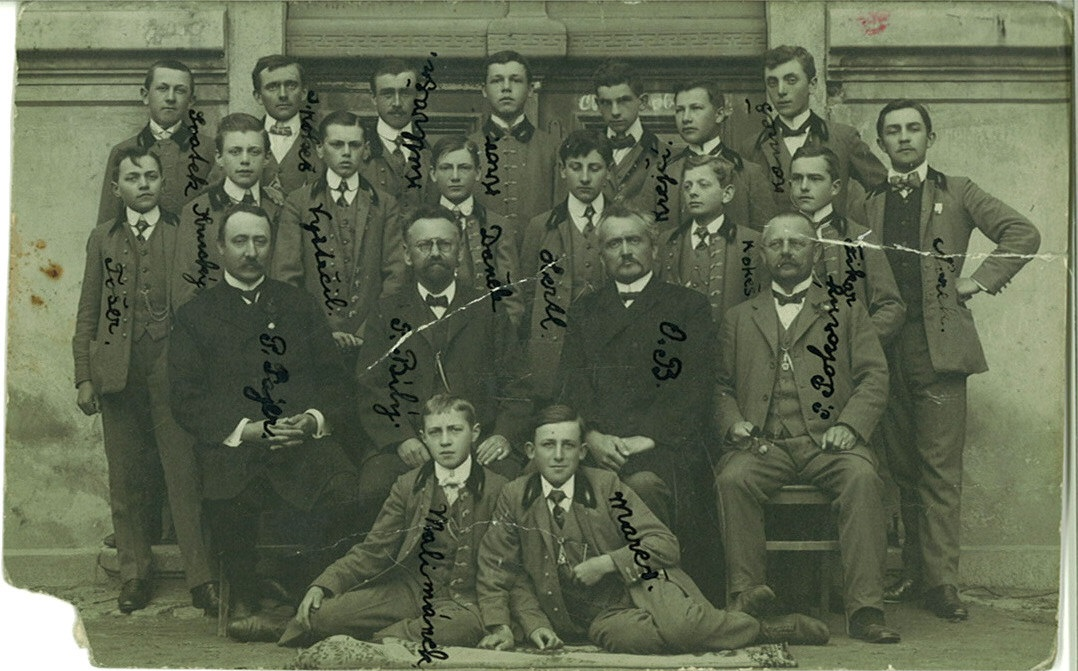
I. ročník "Dusiláků", školní rok 1912/13.

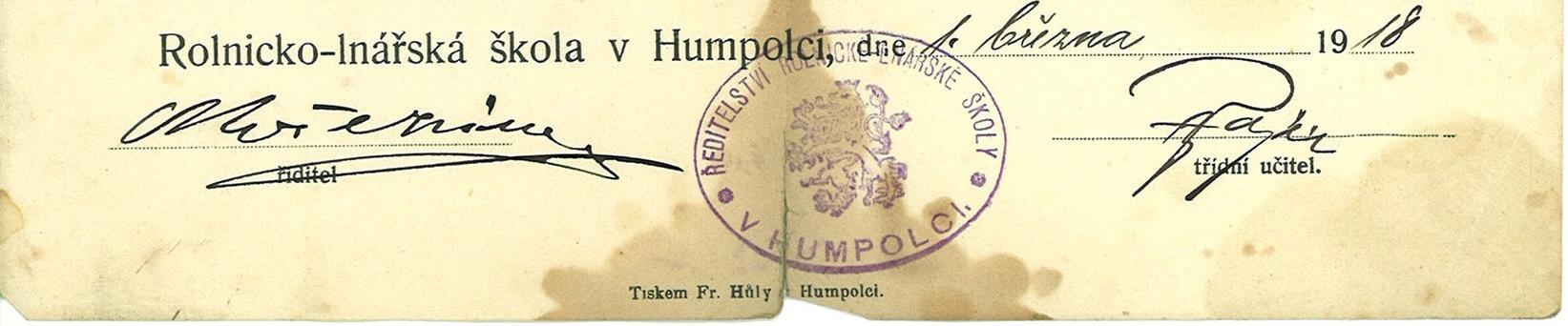
Podpis Otakara Březiny ze školního vysvědčení.

Humpolecká škola v době, kdy byl ve funkci ředitele, organizovala různé kurzy (např. pro válečné invalidy), i další osvětovou činnost. V té době se uskutečnila řada pokusů v rostlinné i živočišné výrobě, zejména v chovu prasat. Zkoušelo se např. využití rybí moučky a sójového šrotu ve výkrmu prasat. V roce 1911 se škola stala členem sdružení pěstitelů lnu a brambor. Pracoval ve spolku chovatelů hospodářského zvířectva, ve spolku bramborářů a lnářů. Podílel se na organizaci výstav, přehlídek a svodů hospodářských zvířat po celém okrese. S cílem podpořit lnářství Vysočiny, vybudoval při zemědělské škole čisticí stanici lněného semene. Propagoval zřizování družstevních tíren lnu, družstevních lihovarů, škrobáren, sušíren brambor, ale také družstevní nákup, prodej zvířat a rozvoj družstevních mlékáren. Psal odborné články, znalecké posudky, napsal i několik menších knižních publikací, zejména z oblasti chovu prasat. Svými sbírkami motýlů, můr, brouků a ptactva obohatil nejen kabinety humpolecké školy, ale i ostatních škol v okolí Humpolce. Jeho doménou byl zejména hmyz. Po odchodu do penze věnoval hodně času také zemědělskému muzeu a pomoci při archeologickém průzkumu a záchraně hradu Orlíka u Humpolce. Podílel se na uchovávání starých knih, obrazů, strojů, nářadí a modelů zemědělských usedlostí Humpolecka.

## Dílo

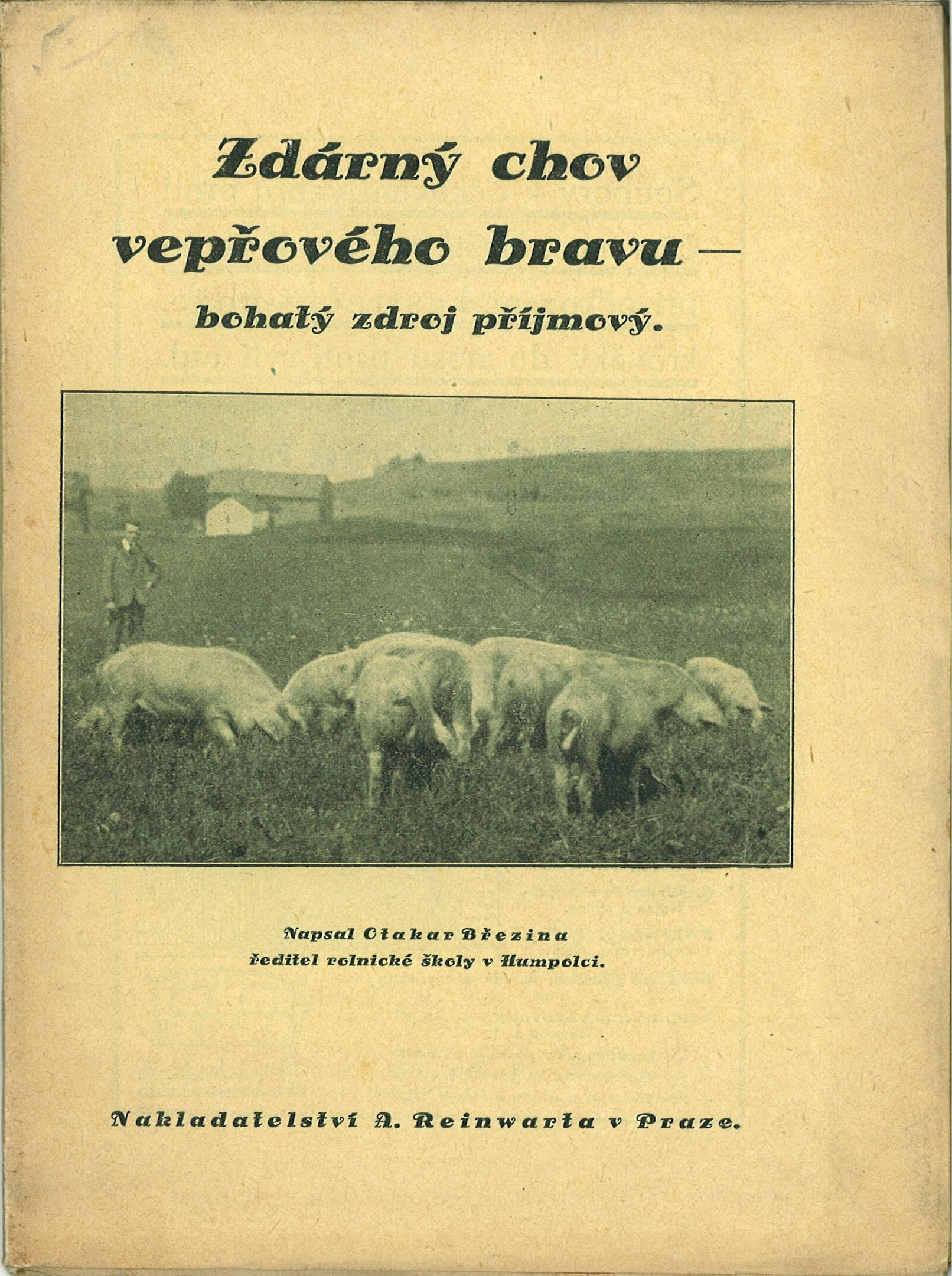
Publikace Otakara Březiny o chovu vepřového bravu.

- Návod k chovu prasat pro malé hospodářství (Český odbor rady zemědělské pro království České, časové spisky 26, r.1910)
- Zdárný chov vepřového bravu - bohatý zdroj příjmový (nakladatel A. Reinwart, Praha, r. 1925)